# 岗东乡
岗东乡，是中华人民共和国湖南省怀化市溆浦县下辖的一个乡镇级行政单位。

## 行政区划
岗东乡下辖以下地区：
乐园村、洞坪村、西湖村、甘溪村、彭洲村、罗林村、锡泥村、芭蕉村、镇江村、亮坳村、公鸡村、坪坡村、巴油村、山阳村、双坪村、铜锣村和黑冲村。